# Fortnite: Ratowanie świata
Fortnite: Ratowanie świata (ang. Fortnite: Save the World) – komputerowa gra survivalowa rozwijana przez studio People Can Fly oraz Epic Games. Gra została wydana w formie wczesnego dostępu 25 lipca 2017, a 30 czerwca 2020 ukazała się jej pełna wersja.
26 września 2017 Epic Games wydał osobną, darmową wersję gry z trybem battle royale – Fortnite Battle Royale.

## Rozgrywka
Rozgrywka w trybie kooperacji opiera się na badaniach, gromadzeniu zasobów, budowaniu ufortyfikowanych budynków i walce z falami nacierających potworów. Gracze mogą współpracować ze sobą w celu zbierania przedmiotów potrzebnych do budowy fortu, który później służy do obrony przed atakującymi przeciwnikami (w grze nazywanymi „pustakami”). Skrzynie z zaopatrzeniem i przedmioty w grze są generowane na mapie losowo, a gracze otrzymują różne rodzaje broni palnej, na przykład strzelbę czy karabin snajperski, a także białej, np. szablę czy katanę.
W trybie rozgrywki wieloosobowej (Fortnite Battle Royale) bierze udział kilkudziesięciu graczy (maks. 100), w którym walczą między sobą do momentu pozostania na mapie jednej osoby lub drużyny. Tryb ten został wydany we wrześniu 2017 roku i jest rozwijany niezależnie przez Epic Games, który wydzielił go z dotychczasowej rozgrywki kooperacyjnej. Rozgrywka ta jest oparta na modelu free-to-play.

## Odbiór gry
W lipcu 2017 liczba sprzedanych egzemplarzy przekroczyła liczbę 500 tysięcy, natomiast w sierpniu tego samego roku liczba graczy przekroczyła jeden milion. W 2017 roku gra była nominowana do nagrody The Game Award w kategorii „Best Multiplayer”.
Fortnite spotkał się z pozytywnym przyjęciem krytyków, uzyskując w wersji na komputery osobiste według agregatora Metacritic średnią z ocen wynoszącą 81/100 punktów z 11 recenzji. W wersji na PlayStation 4 średnia wyniosła 78/100 z 16 recenzji, a na Xbox One 85/100 z 5 recenzji.